# Atriplex longipes
Atriplex longipes — вид трав'янистих рослин родини амарантові (Amaranthaceae), поширений на морських узбережжях пн. й зх. Європи та Ґренландії.

## Опис
Це базально розгалужена, однорічна, однодомна рослина 20–60(90) см завдовжки. Стебла від піднятих до повзучих. Листки чергуються (найнижчі супротивні), зелені з обох боків. Чоловічі квітки мають 5 квіткових листочків і 5 тичинок. Жіночі квітки мають лише зав'язь. Запилення, як правило, здійснюється вітром, але також можливе за допомогою комах або шляхом самозапилення. Поширення плодів, оточених листям, здійснюється водою. 2n=18(2x).

## Поширення, екологія
Північна Америка: Ґренландія; Європа: Велика Британія, Естонія, Фінляндія, Німеччина, Нідерланди, Латвія, Литва, Норвегія, Польща, північно-західна частина європейського регіону Росії, Швеція. 
Це низовинний вид лиманних солончаків.